# 波旁拉尔尚博
波旁拉尔尚博（法語：Bourbon-l'Archambault，法語發音：[buʁbɔ̃ laʁʃɑ̃bo]），法国中部城市，奥弗涅-罗讷-阿尔卑斯大区阿列省的一个市镇，隶属于穆兰区，其市镇面积为54.84平方公里，2022年1月1日时人口数量为2,542人，在法国城市中排名第4,266位。
波旁拉尔尚博位于阿列省北部，比尔日河发源于此，是一个区域性的中心城市，多条公路在此交汇。波旁拉尔尚博是波旁王朝的发源地，因其境内的温泉而闻名。

## 地名来源
“Bourbon-l'Archambault”自1798年起成为当地的官方名称，其中“Bourbon”一名出自凯尔特文化中的泉水守护神波尔墨。

## 历史

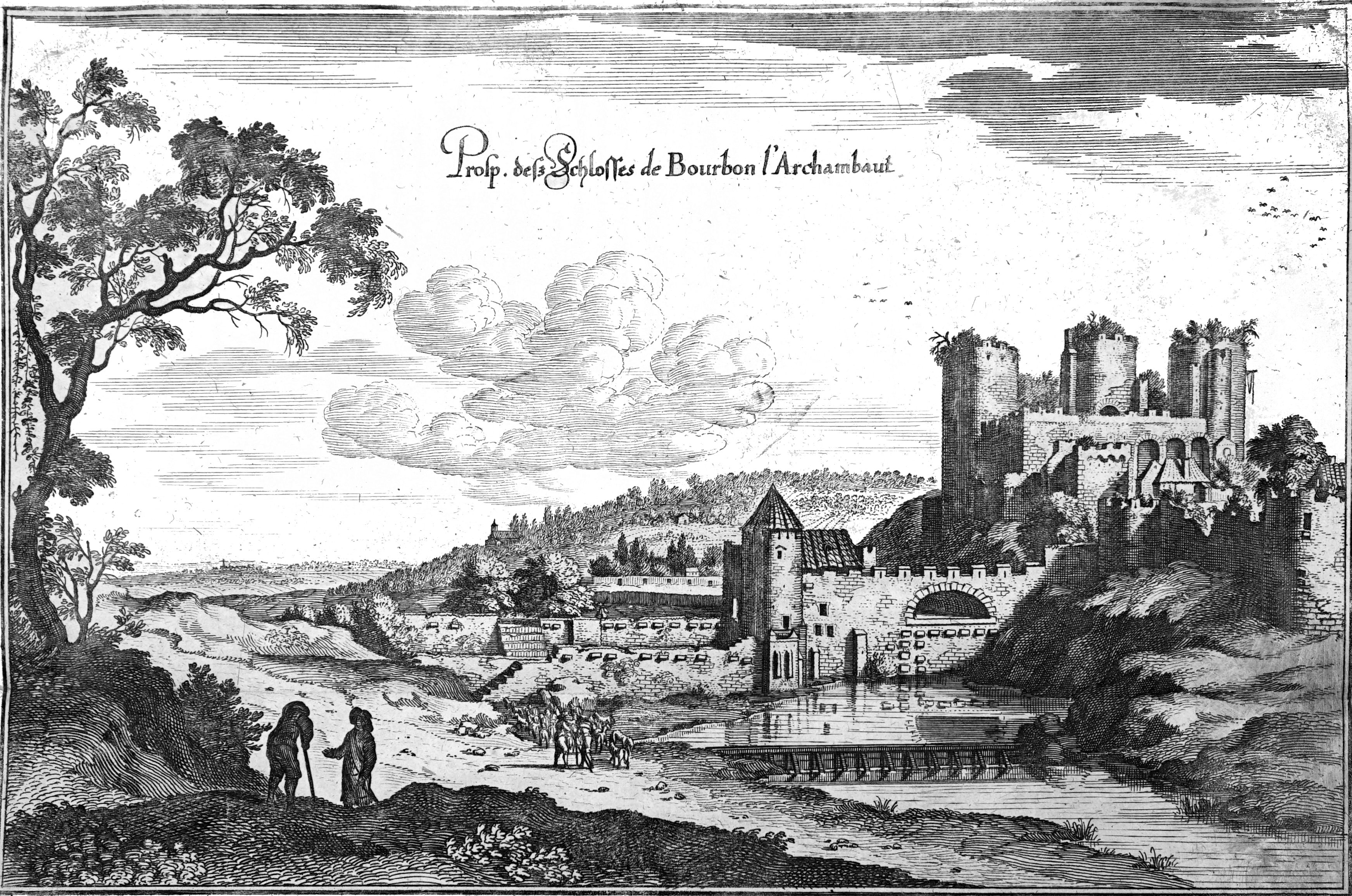
1656年的波旁拉尔尚博

波旁拉尔尚博的早期历史尚不清楚，其城市起源可能与当地的城堡有关。根据法兰克史学家艾因哈德的记载，波旁城堡始建于公元5世纪，7世纪时被矮子丕平率兵摧毁。公元9世纪初，在查理三世的支持下，波旁领主获得了多处领地，开启了第一代波旁家族。此后，波旁拉尔尚博成为重要的政治中心，当地商业城建均得到发展，波旁拉尔尚博城堡得到重建，并出现了圣乔治教堂等建筑。1171年，第一代波旁王朝因无嗣而终，波旁拉尔尚博因此丧失政治地位，人口有所下降。中世纪末期以后，卡佩王朝成员罗贝尔·德·克莱蒙创建了新的波旁家族，其成员自1327年起获得公爵头衔。自15世纪起，波旁地区成为法兰西王国的一个行省，其成员将家族宅邸迁至阿列河畔的穆兰。16世纪时，来自穆兰的医生夏尔·德洛尔姆发现波旁拉尔尚博的温泉具有医疗功效，当地此后兴建了皇家浴场及皇家小舍，其城市亦被更名为“Burges-les-Bains”。亨利四世、路易十三、路易十四等国王均曾到访于此。法国大革命后，波旁行省被撤销，波旁拉尔尚博成为阿列省的一个市镇。1885年，新的波旁拉尔尚博温泉浴场建成，波旁拉尔尚博一度成为一座区域性的旅游城市。1886至1939年间，波旁拉尔尚博为阿列省地方铁路网的一个区域枢纽，该铁路系统因汽车兴起而废弃。

## 地理

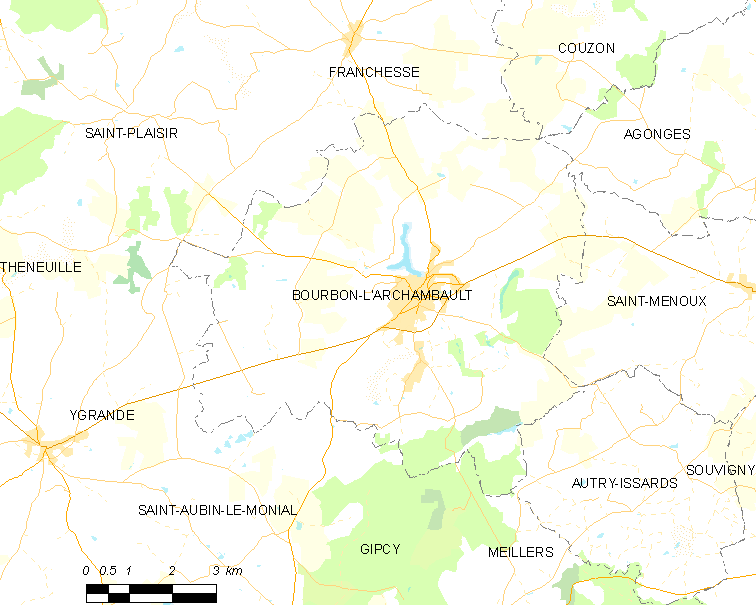
波旁拉尔尚博市镇范围地图

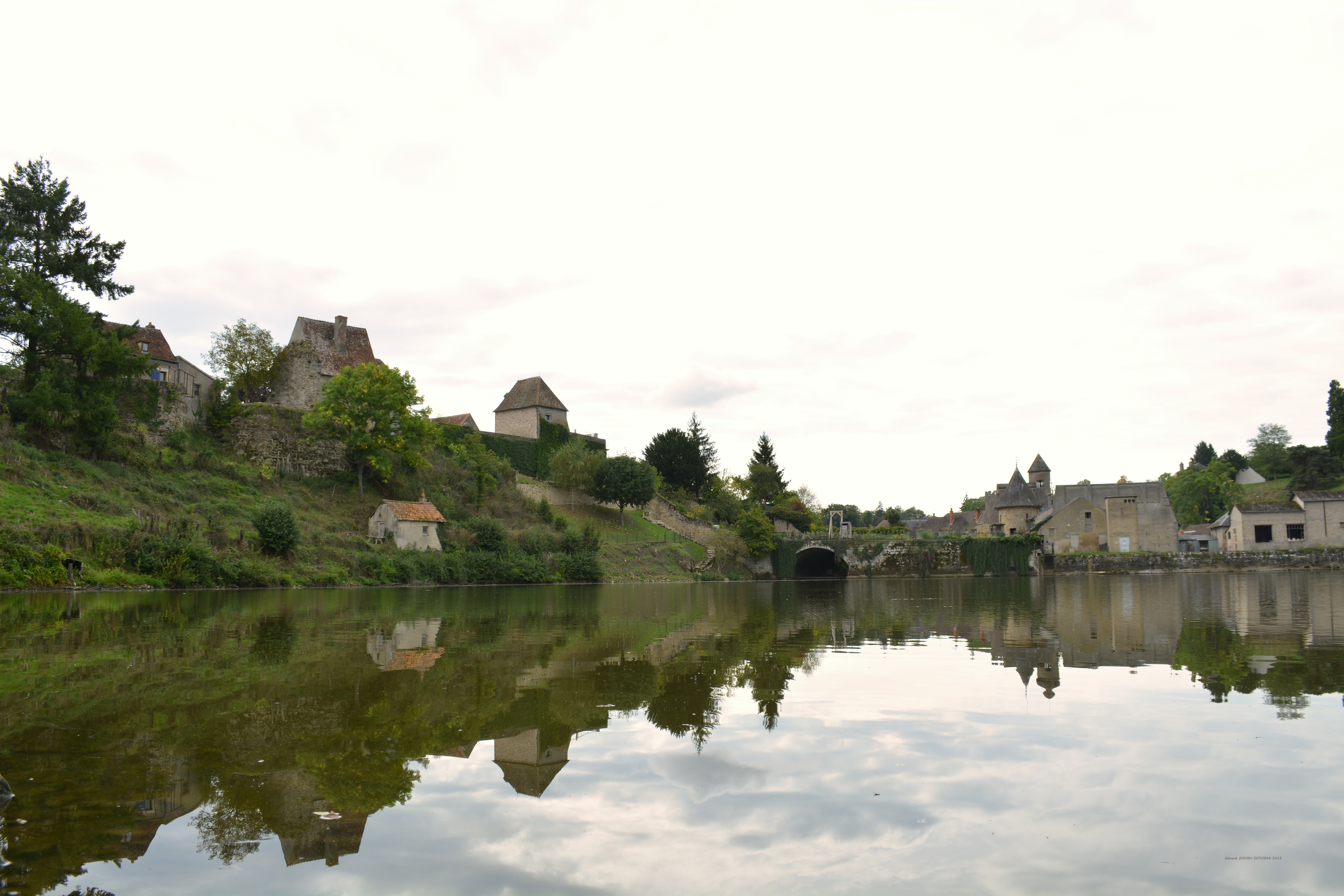
波旁拉尔尚博湖

波旁拉尔尚博位于法国中部，奥弗涅-罗讷-阿尔卑斯大区西北部和阿列省北部，距离省会穆兰大约24公里。与波旁拉尔尚博接壤的市镇包括：圣普莱西尔、弗朗谢斯、阿贡日、伊格朗德、圣欧班勒莫尼亚勒、圣默努、日普西、梅耶和欧特里伊萨尔。

### 地形
波旁拉尔尚博位于贝里和法国中央高原的过渡地带，其附近区域被称为“波旁博卡日”。波旁拉尔尚博境内以浅丘为主，市镇中心地势较为平坦，全境海拔在215到321米之间。

### 水文
波旁拉尔尚博位于卢瓦尔河流域范围内，比尔日河发源于其市镇范围内，该河建有人工水坝并因此形成大型湖泊。

### 植被
波旁拉尔尚博属于温带阔叶混交林区，当地多博卡日景观，林地散落分布于市镇范围内的多个区域。
在鲜花城市的评比中，波旁拉尔尚博被评为2星级鲜花城市。

### 气候
波旁拉尔尚博在柯本气候分类法中属于带有一定大陆性特征的温带海洋性气候。
波旁拉尔尚博境内设有气象站，以下为该气象站的数据（其中日照数据取自维希）：
| 波旁拉尔尚博 1981年－2019年 | 波旁拉尔尚博 1981年－2019年 | 波旁拉尔尚博 1981年－2019年 | 波旁拉尔尚博 1981年－2019年 | 波旁拉尔尚博 1981年－2019年 | 波旁拉尔尚博 1981年－2019年 | 波旁拉尔尚博 1981年－2019年 | 波旁拉尔尚博 1981年－2019年 | 波旁拉尔尚博 1981年－2019年 | 波旁拉尔尚博 1981年－2019年 | 波旁拉尔尚博 1981年－2019年 | 波旁拉尔尚博 1981年－2019年 | 波旁拉尔尚博 1981年－2019年 | 波旁拉尔尚博 1981年－2019年 |
| 月份                        | 1月                         | 2月                         | 3月                         | 4月                         | 5月                         | 6月                         | 7月                         | 8月                         | 9月                         | 10月                        | 11月                        | 12月                        | 全年                        |
| --------------------------- | --------------------------- | --------------------------- | --------------------------- | --------------------------- | --------------------------- | --------------------------- | --------------------------- | --------------------------- | --------------------------- | --------------------------- | --------------------------- | --------------------------- | --------------------------- |
| 历史最高温 °C（°F）         | 21.7 (71.1)                 | 21.2 (70.2)                 | 25 (77)                     | 29.2 (84.6)                 | 33.2 (91.8)                 | 39.1 (102.4)                | 39 (102)                    | 40.4 (104.7)                | 34.3 (93.7)                 | 29.3 (84.7)                 | 25.6 (78.1)                 | 18.7 (65.7)                 | 40.4 (104.7)                |
| 平均高温 °C（°F）           | 7 (45)                      | 8.8 (47.8)                  | 12.6 (54.7)                 | 15.8 (60.4)                 | 20.2 (68.4)                 | 24.1 (75.4)                 | 26.1 (79.0)                 | 26 (79)                     | 21.3 (70.3)                 | 17.1 (62.8)                 | 10.5 (50.9)                 | 6.9 (44.4)                  | 16.4 (61.5)                 |
| 日均气温 °C（°F）           | 3.8 (38.8)                  | 5 (41)                      | 7.8 (46.0)                  | 10.6 (51.1)                 | 14.7 (58.5)                 | 18.3 (64.9)                 | 20.2 (68.4)                 | 20 (68)                     | 15.7 (60.3)                 | 12.5 (54.5)                 | 7 (45)                      | 4.1 (39.4)                  | 11.6 (52.9)                 |
| 平均低温 °C（°F）           | 0.7 (33.3)                  | 1.3 (34.3)                  | 3.1 (37.6)                  | 5.3 (41.5)                  | 9.2 (48.6)                  | 12.6 (54.7)                 | 14.3 (57.7)                 | 14 (57)                     | 10.2 (50.4)                 | 8 (46)                      | 3.5 (38.3)                  | 1.2 (34.2)                  | 7 (45)                      |
| 历史最低温 °C（°F）         | −12.9 (8.8)                 | −12.6 (9.3)                 | −12.4 (9.7)                 | −3.9 (25.0)                 | 0 (32)                      | 3.6 (38.5)                  | 6.8 (44.2)                  | 4.7 (40.5)                  | 0.7 (33.3)                  | −6.3 (20.7)                 | −9.1 (15.6)                 | −12.2 (10.0)                | −12.9 (8.8)                 |
| 平均降水量 mm（）           | 60.8 (2.39)                 | 56.6 (2.23)                 | 57.5 (2.26)                 | 76.9 (3.03)                 | 84 (3.3)                    | 67.2 (2.65)                 | 72.6 (2.86)                 | 66.1 (2.60)                 | 81.2 (3.20)                 | 65.5 (2.58)                 | 75.1 (2.96)                 | 67.4 (2.65)                 | 830.9 (32.71)               |
| 月均日照時數                | 78.1                        | 94.8                        | 153.7                       | 175.4                       | 203.4                       | 225                         | 248.9                       | 238.3                       | 183.5                       | 128.1                       | 76.7                        | 55.9                        | 1,861.8                     |
| 来源：infoclimat.fr         |                             |                             |                             |                             |                             |                             |                             |                             |                             |                             |                             |                             |                             |

## 行政区划
波旁拉尔尚博的市镇编号为03036，邮政编号为03160。
在行政管理方面，波旁拉尔尚博隶属于法国奥弗涅-罗讷-阿尔卑斯大区阿列省穆兰区；在地方选举方面，波旁拉尔尚博是波旁拉尔尚博县的中央投票站所在地，其市镇范围全境被划入阿列省第一选区；在社会管理方面，波旁拉尔尚博是波旁博卡日市镇公共社区的办公驻地。
截至2023年4月，波旁拉尔尚博市镇范围内暂无任何城市敏感街区及城市政策优先街区。
法国国家统计与经济研究所（简称）在进行数据统计时，将波旁拉尔尚博市镇单独设为波旁拉尔尚博城市核心区（Unité urbaine de Bourbon-l'Archambault），但未将波旁拉尔尚博划入任何城市区（Aire urbaine）。自2020年起，波旁拉尔尚博被划入包含64个市镇的穆兰城市辐射区。此外，还将波旁拉尔尚博市镇整体看作一个“块区”（IRIS），以便于统计人口分布情况。

## 交通

### 公路
阿列省省道D1线、D14线、D106线、D134线和D953线在波旁拉尔尚博境内交汇。奥弗涅-罗讷-阿尔卑斯大区下属的城际客运提供巴士线路，可前往省会穆兰。
| 31 | 22 |

| 穆兰 | 23 |

| 蒙吕松 | 51 |

| 塞里伊 | 23 |

2019年，62.3%的波旁拉尔尚博家庭拥有至少一辆私人汽车。2019年，波旁拉尔尚博境内共发生各类交通事故1起，造成1人受伤。

### 铁路
距离波旁拉尔尚博最近的运营中的客运铁路车站为24公里外的阿列河畔穆兰站，该站停靠往返于巴黎和克莱蒙费朗以及里昂和南特之间的城际列车，以及前往讷韦尔、伊苏瓦尔、第戎等方向的区域列车。

### 航空
距离波旁拉尔尚博最近的民用航空站为107公里外的克莱蒙费朗机场。

### 城市公共交通
截至2023年4月，波旁拉尔尚博暂无城市公共交通系统。

## 政治

### 市政内阁

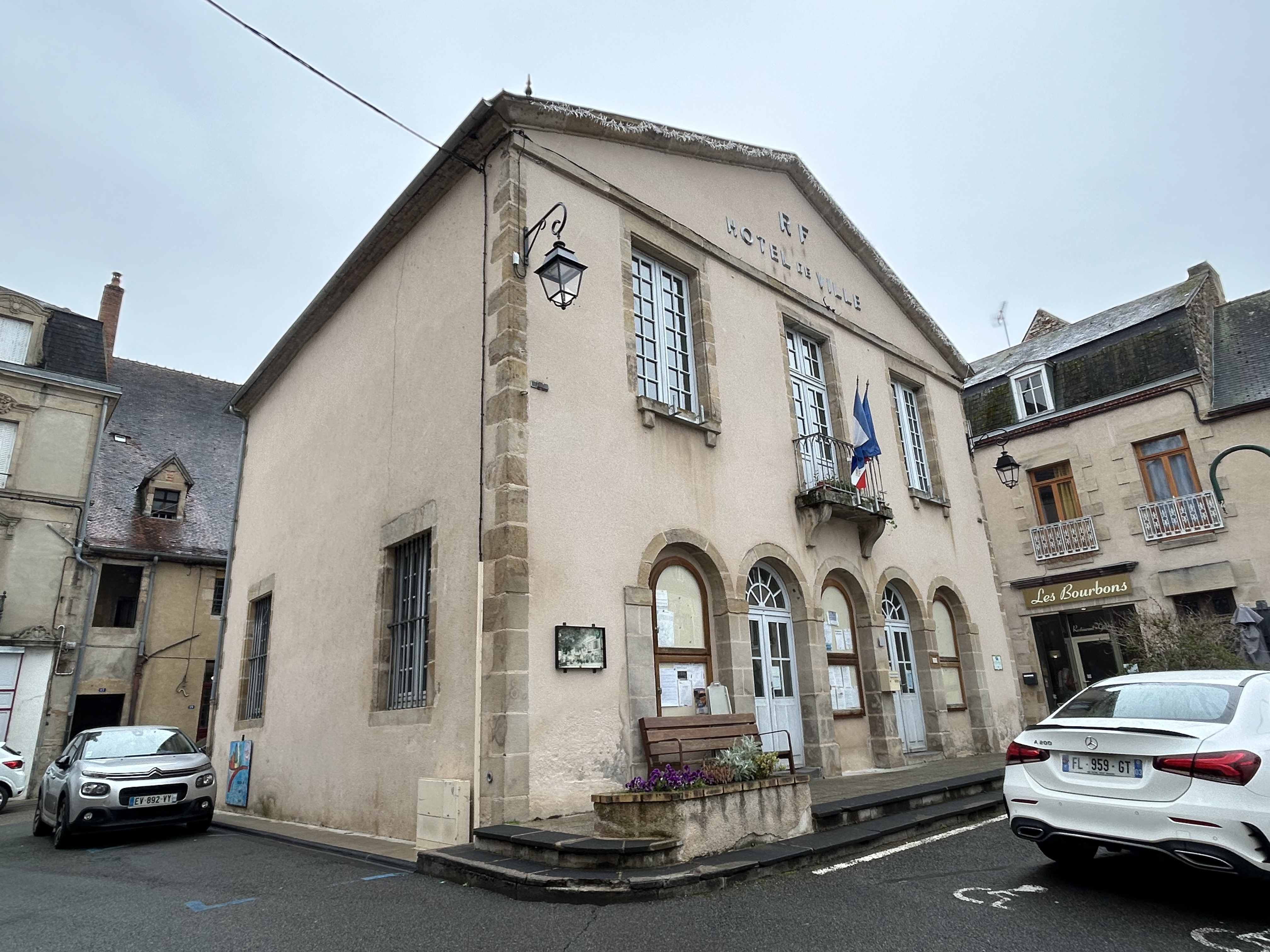
波旁拉尔尚博市政厅

波旁拉尔尚博的现任市长为吕多维克·沙皮先生（Ludovic CHAPUT），他是法国共产党的一名成员，自2021年起担任市长职务；其前任雅基·贝利安先生（Jacky BÉLIEN）在2020年的市政选举中获得了68.46%的支持率，他于2021年7月20日在任期内逝世。
| 波旁拉尔尚博历届市长       | 波旁拉尔尚博历届市长         | 波旁拉尔尚博历届市长 |
| 任期                       | 市长                         | 党派                 |
| -------------------------- | ---------------------------- | -------------------- |
| 1944年－1945年             | Alexis GAUME 亚力克西·戈姆   | PCF法国共产党        |
| （1945至1961年间资料暂缺） |                              |                      |
| 1961年－1982年             | Roger BERTHON 罗歇·贝尔通    | PCF法国共产党        |
| 1982年－1989年             | Robert CHAPUT 罗贝尔·沙皮    | PCF法国共产党        |
| （1989至1995年间资料暂缺） |                              |                      |
| 1995年－2003年             | Robert CHAPUT 罗贝尔·沙皮    | PCF法国共产党        |
| 2003年－2014年             | Jacky BÉLIEN 雅基·贝利安     | PCF法国共产党        |
| 2014年－2017年             | Yves GIRARDOT 伊夫·吉拉尔多  | DVD右翼无党派人士    |
| 2017年－2020年             | Anne LECLERCQ 安娜·勒克莱尔  | DVD右翼无党派人士    |
| 2020年－2021年             | Jacky BÉLIEN 雅基·贝利安     | PCF法国共产党        |
| 2021年－                   | Ludovic CHAPUT 吕多维克·沙皮 | PCF法国共产党        |

### 各级选举
| 波旁拉尔尚博历届投票选举结果 | 波旁拉尔尚博历届投票选举结果 | 波旁拉尔尚博历届投票选举结果 | 波旁拉尔尚博历届投票选举结果 | 波旁拉尔尚博历届投票选举结果 | 波旁拉尔尚博历届投票选举结果 | 波旁拉尔尚博历届投票选举结果 | 波旁拉尔尚博历届投票选举结果        | 波旁拉尔尚博历届投票选举结果 | 波旁拉尔尚博历届投票选举结果 |
| 选举项目                     | 选举范围                     | 选区单位                     | 选区单位内的选举结果         | 选区单位内的选举结果         | 选区单位内的选举结果         | 选区单位内的选举结果         | 选区单位内的选举结果                | 选区单位内的选举结果         | 参考资料                     |
| 选举项目                     | 选举范围                     | 选区单位                     | 第一轮胜出者                 | 第一轮胜出者                 | 支持率                       | 第二轮胜出者                 | 第二轮胜出者                        | 支持率                       | 参考资料                     |
| ---------------------------- | ---------------------------- | ---------------------------- | ---------------------------- | ---------------------------- | ---------------------------- | ---------------------------- | ----------------------------------- | ---------------------------- | ---------------------------- |
| 2017年法國總統選舉           | 法國                         | 市镇                         |                              | 让-吕克·梅朗雄               | 33.97%                       |                              | 埃马纽埃尔·马克龙                   | 69.4%                        | [ 26 ]                       |
| 2017年法国立法选举           | 阿列省第一选区               | 市镇                         |                              | 让-保罗·迪弗雷涅             | 44.52%                       |                              | 让-保罗·迪弗雷涅                    | 63.96%                       | [ 26 ]                       |
| 2019年欧洲议会选举           | 法國                         | 市镇                         |                              | 若尔当·巴尔代拉              | 16.61%                       | （不适用）                   | （不适用）                          | （不适用）                   | [ 29 ]                       |
| 2021年法国省级选举           | 阿列省                       | 县                           |                              | 阿尼克·贝尔通 法比安·泰沃努  | 50.61%                       |                              | 克里斯托夫·德孔唐松 若埃勒·拉波尔特 | 50.35%                       | [ 30 ]                       |
| 2021年法国省级选举           | 阿列省                       | 市镇                         |                              | 阿尼克·贝尔通 法比安·泰沃努  | 60.42%                       |                              | 阿尼克·贝尔通 法比安·泰沃努         | 57.65%                       | [ 30 ]                       |
| 2021年法国大区选举           |                              | 市镇                         |                              | 洛朗·沃基耶                  | 41.18%                       |                              | 洛朗·沃基耶                         | 53.61%                       | [ 31 ]                       |
| 2022年法国总统选举           | 法國                         | 市镇                         |                              | 让-吕克·梅朗雄               | 24.6%                        |                              | 埃马纽埃尔·马克龙                   | 55.22%                       | [ 26 ]                       |
| 2022年法国立法选举           | 阿列省第一选区               | 市镇                         |                              | 雅尼克·莫内                  | 52.12%                       |                              | 雅尼克·莫内                         | 67.48%                       | [ 26 ]                       |

## 人口
2019年，波旁拉尔尚博市镇人口数量为2,572，在法国排名第4,266位。其中男性1,160人，女性1,412人，75岁及以上人口占16.0%，外籍人口数量为106人，人口密度为47人/平方公里，当地居民被称为（男性）或（女性）。2020年，波旁拉尔尚博境内出生4人，死亡人口61人。
| 波旁拉尔尚博1901年－2020年人口变化情况 |
|                                        |
| 数据来源：Cassini、INSEE               |

## 经济
波旁拉尔尚博是一个区域性的中心城市。截止2023年4月，波旁拉尔尚博市镇范围内共有各类用人单位（包含自雇）509家，平均历史为21年，其中99.6%为中小型企业（PME），2023年2月至4月间，当地的经济活力指数为0.39%。（肉制品）、（建材销售）及（燃料）是当地2021年营业额最高的三个企业，分别为30,739,676欧元、14,293,510欧元和4,261,864欧元。

## 财政与居民收入
2021年，波旁拉尔尚博的财政收入总额为3,229,300欧元，财政支出总额为2,937,370欧元，当年的债务总额为1,363,420欧元。2021年，波旁拉尔尚博市镇通过增值税获得34,870欧元的收入，此外当地还共获得了217,140欧元的国家直接财政补助。
2020年，波旁拉尔尚博的人均月收入总额为2,037欧元，其中高级职员为3,712欧元，低于法国平均水平（4,230欧元）；中级职员为2,262欧元，低于法国平均水平（2,411欧元）；普通职员为1,647欧元，亦低于法国平均水平（1,740欧元）。
2019年，波旁拉尔尚博境内的贫困率为15%，青壮年（15至64岁）失业率为12.1%；当地46.0%的家庭拥有纳税资格，平均纳税1,659欧元，低于法国平均水平（3,910欧元）。

## 社会事务

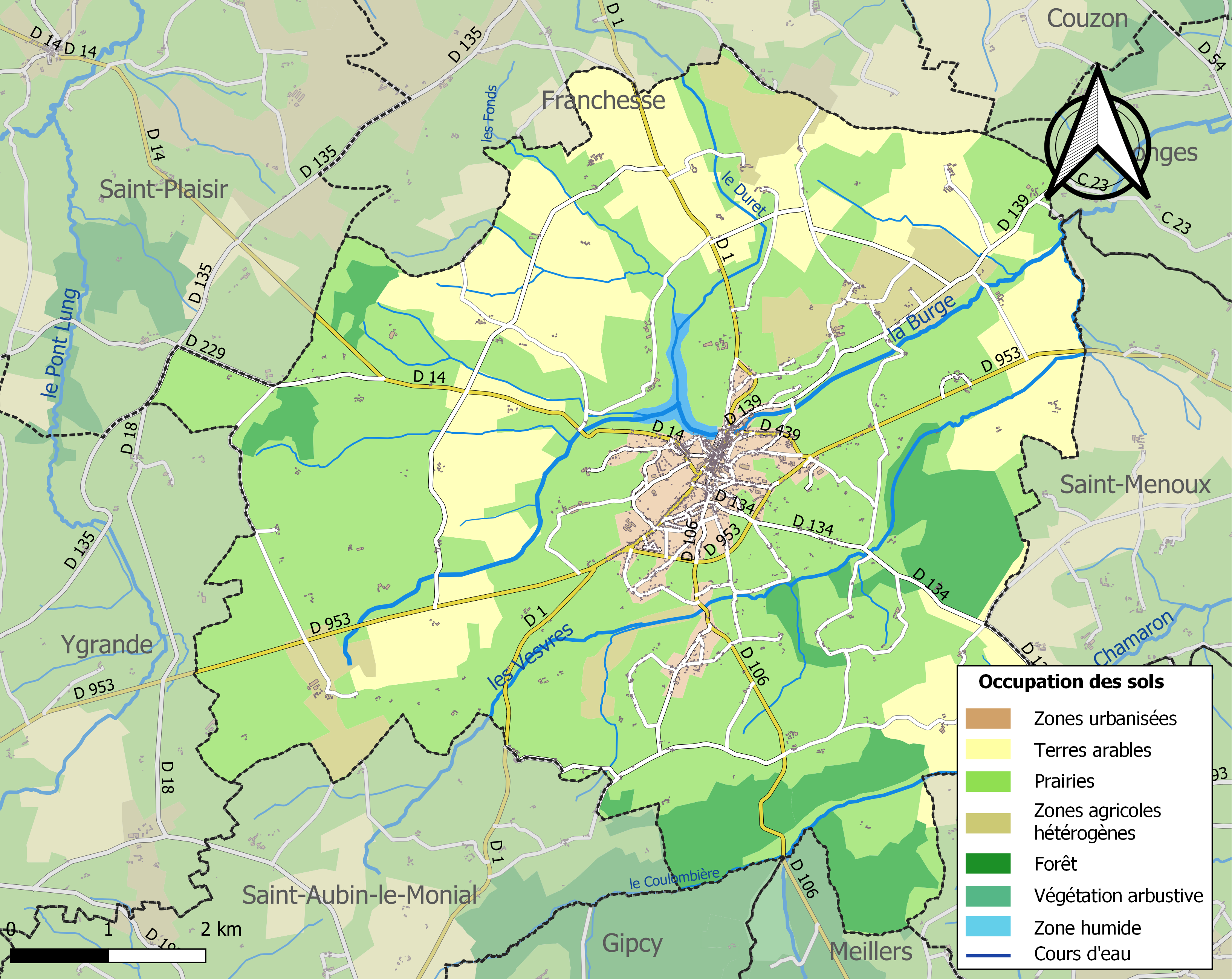
波旁拉尔尚博土地利用情况地图

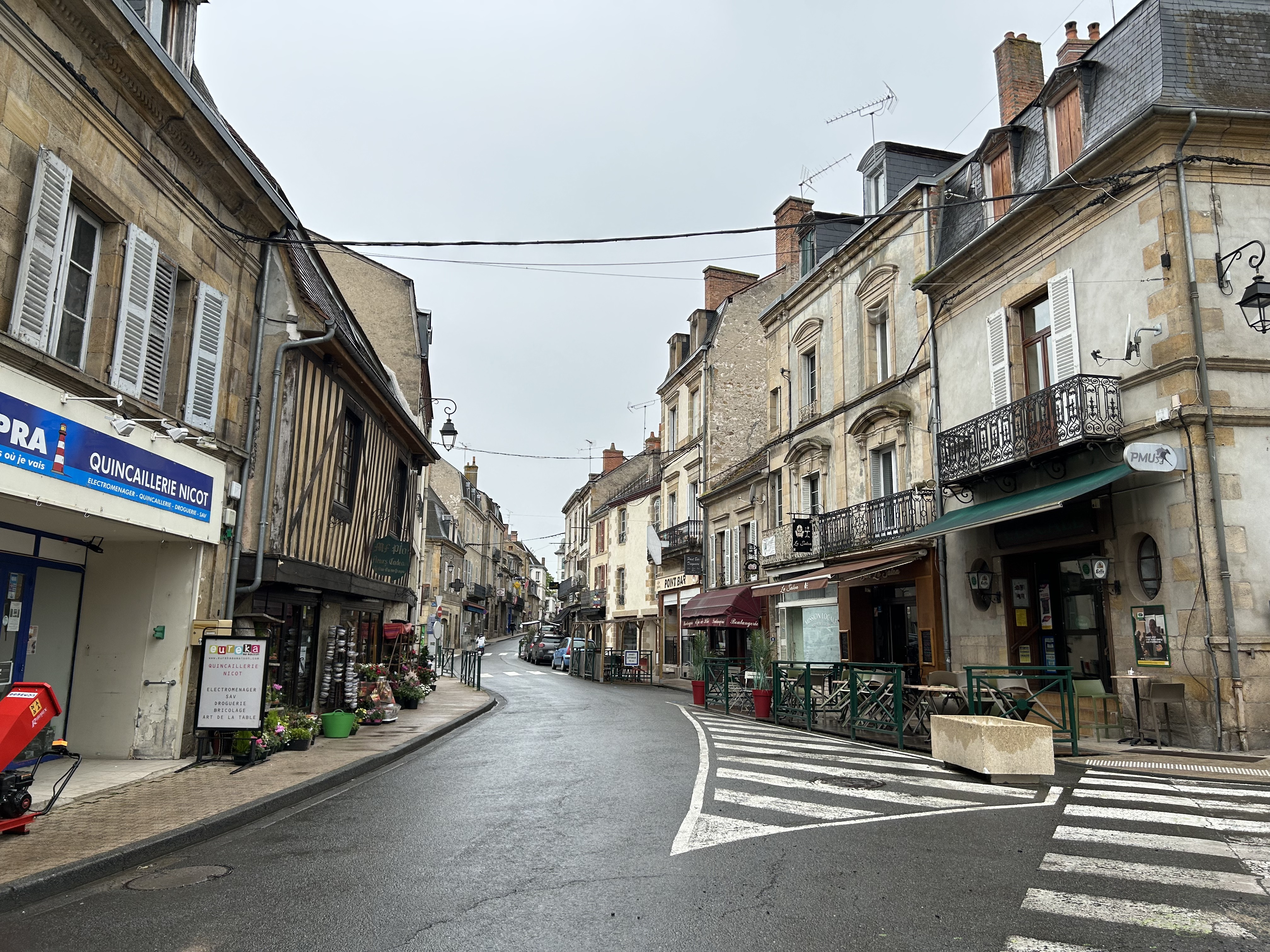
波旁拉尔尚博镇中心的阿喀琉斯-阿列街

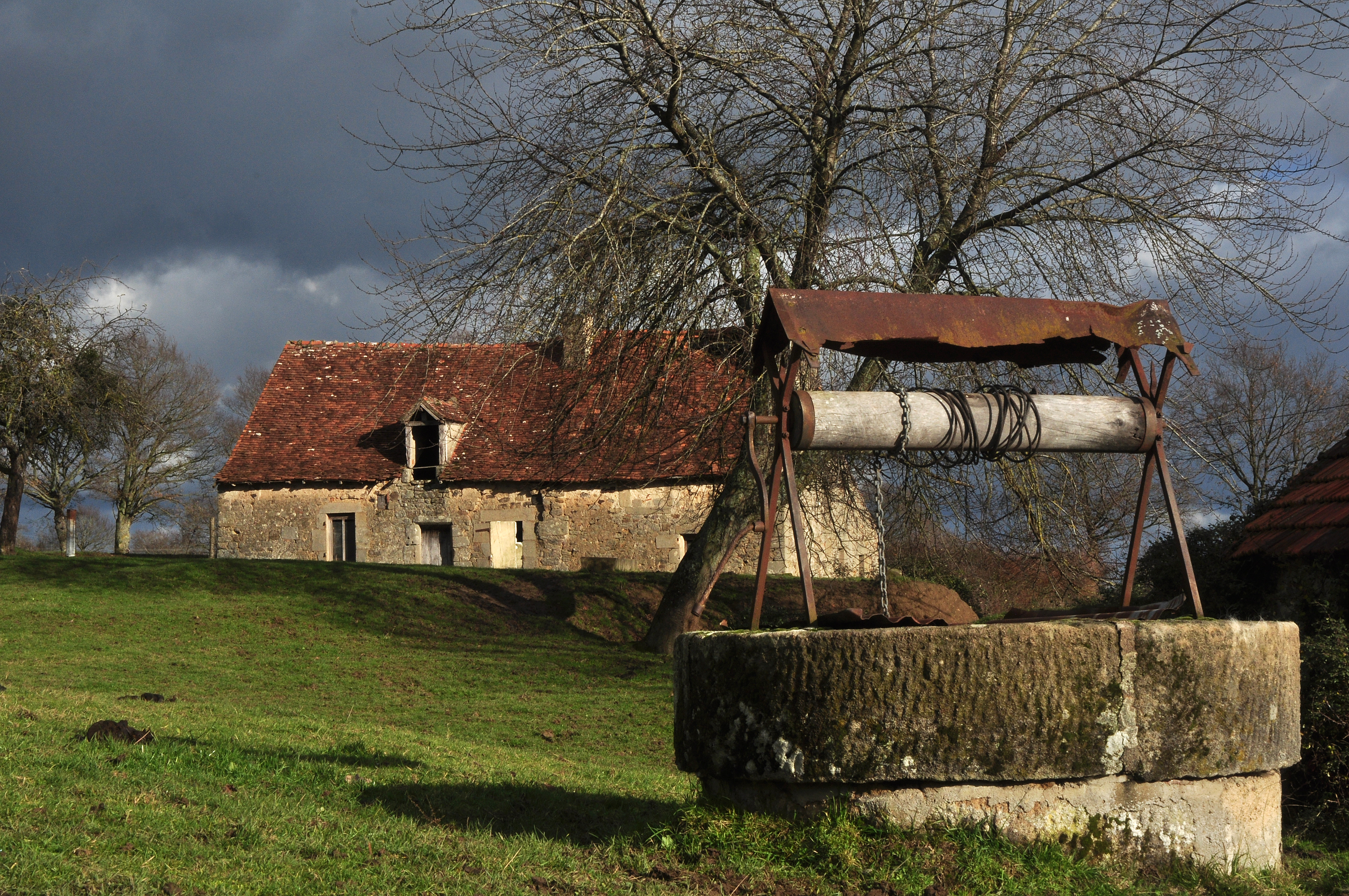
波旁拉尔尚博附近的一处农舍

### 教育
波旁拉尔尚博属于克莱蒙费朗学区。截止2021年1月1日，波旁拉尔尚博境内共有1所幼儿园、1所小学和1所初级中学。2021至2022学年度，波旁拉尔尚博境内共有在校中等教育阶段学生266名。

### 医疗
截止2021年1月1日，波旁拉尔尚博境内共有全科医生6名、保健师6名、牙医2名和护士9名。境内共有药房2家、养老院2家、残疾人帮扶中心1家。
波旁拉尔尚博中心医院（Centre Hospitalier de Bourbon-l'Archambault）是法国的一个区域性医疗机构，其主病区位于波旁拉尔尚博市区，设有床位371个，是当地规模最大的公立综合性医院。

### 住房
2019年，波旁拉尔尚博境内共有各类住房1,611套，其中72.5%为独立式居民区，27.3%为集中式居民区。常住房屋占波旁拉尔尚博市镇范围内居民建筑总量的72.7%。
在住房保障政策方面，2021年，波旁拉尔尚博境内共有261户家庭获得了住房经济补助，受益人数占总人口数量的10.1%，其中252份为房租补助。

### 商业
2021年，波旁拉尔尚博境内共有各类实体商铺65家，其中餐厅6家、大型超市2家、杂货店3家、面包房3家、肉铺2家、书店2家、装饰品店1家、银行门店2家、美容美发店3家、汽车维修店3家。波旁拉尔尚博市区建有家乐福和Aldi综合商场。

### 体育
2021年，波旁拉尔尚博境内共有1家游泳池、2间体育馆、1座综合体育场、4处网球场以及2处足球或橄榄球场。
截至2023年4月，波旁足球俱乐部（Bourbon Sportif Football，编号506243）是波旁拉尔尚博境内唯一的一家注册足球俱乐部，其主队2022至2023赛季参加奥弗涅-罗讷-阿尔卑斯大区足球联赛丙组（法国第八级别），其主场为让·比尼翁球场（Stade Jean Bignon）。

### 环境
波旁拉尔尚博的环境事务由其所属的波旁博卡日市镇公共社区联合各级政府协调负责。2021年，波旁拉尔尚博境内暂无污染企业。

### 治安
2021年，波旁拉尔尚博市镇范围内有1处宪兵队。
波旁拉尔尚博及其附近的共79个市镇是穆兰国家宪兵队的管辖范围。2020年，该宪兵队累计记录各类案件1,268起，其中盗窃类案件555起，经济类案件269起，毒品交易类案件53起。

## 文化

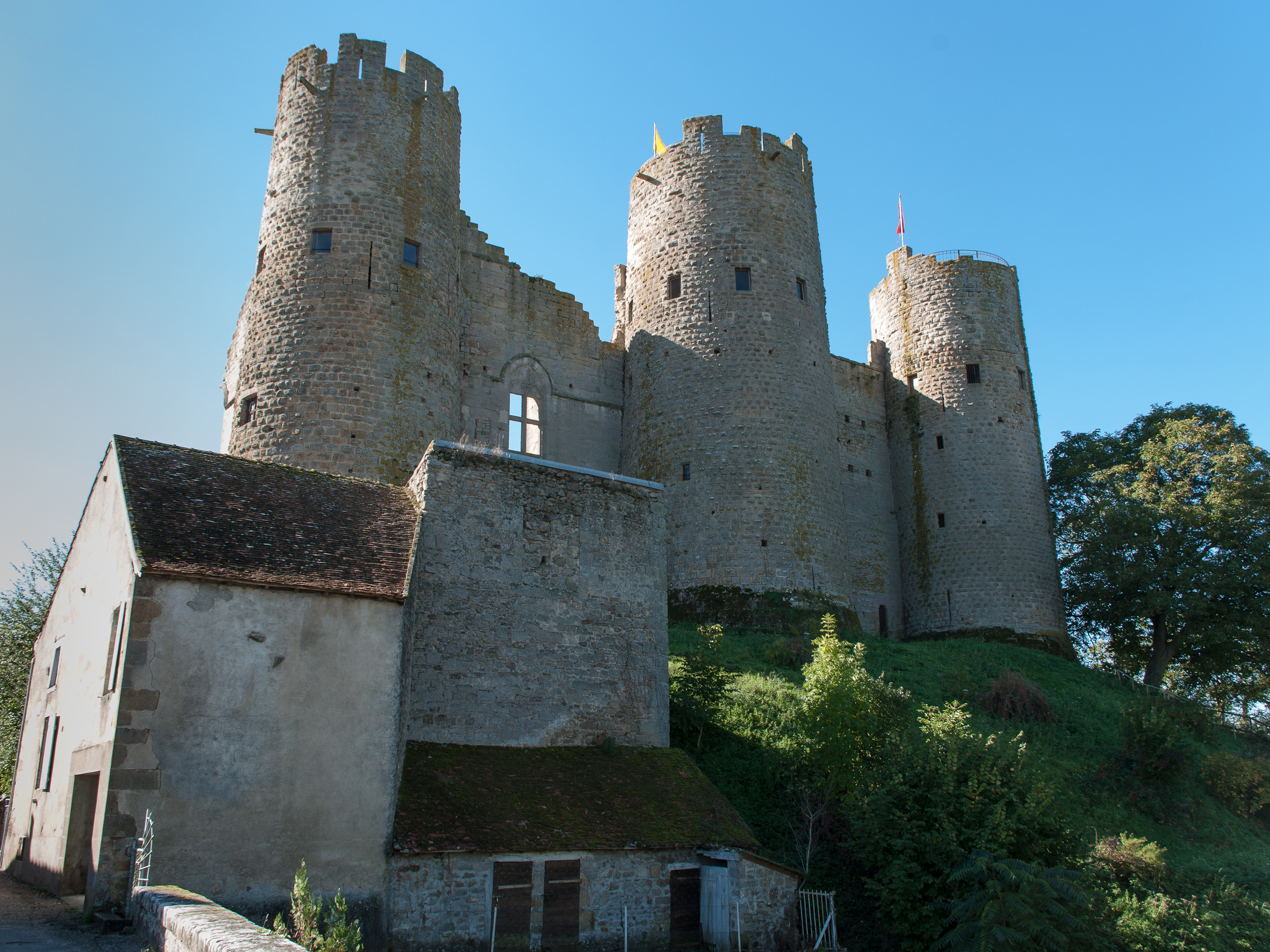
波旁拉尔尚博城堡

2021年，波旁拉尔尚博境内有1家电影院。波旁拉尔尚博建有多媒体中心（Médiathèque municipale de Bourbon l'Archambault），每周二、三、五、六向公众开放。

### 建筑
波旁拉尔尚博境内有多处历史建筑，其中包括波旁拉尔尚博城堡、圣乔治教堂等为法国国家文物保护单位。

### 旅游
波旁拉尔尚博的旅游事务由其所属的波旁博卡日市镇公共社区负责。2022年，波旁拉尔尚博境内共有1家酒店共计17间房间；另有1个露营地，可容纳共151辆露营车。

### 媒体
法国主要的媒体均可在波旁拉尔尚博接收，法国电视三台下属的奥弗涅-罗讷-阿尔卑斯大区频道在部分时段播出波旁拉尔尚博所在阿列省的地方新闻。《山地报》、蓝色法兰西奥弗涅地区广播、震动广播、Scoop广播等是当地主要的地方性媒体。

## 相关人物
法国皇室人物蒙特斯庞侯爵夫人逝世于波旁拉尔尚博。

## 友好城市
截至2023年4月，波旁拉尔尚博暂未建立任何友好城市关系。